# La diana de...
La diana de... fue un programa de televisión español, producido por Atresmedia, para su emisión en el canal Antena 3. El formato, presentado por Nacho Abad y Gloria Serra, se emitió los martes, en horario de programa de medianoche', desde el 1 de octubre de 2013 y hasta el 11 de febrero de 2014. El formato nació a raíz del éxito precedido por la difusión de diversos programas especiales informativos en la misma emisora.
Tras la cancelación del programa, la cadena siguió confiando en el formato y en sus presentadores a modo de programas informativos especiales.

## Mecánica
La diana de... aborda la actualidad social de la semana y la última hora referida a los casos más mediáticos e impactantes. Además, el programa cuenta con testimonios y mesas de debate social, todo ello acompañado de reportajes de investigación.

## Episodios y audiencias
| Temporada | Temporada | Episodios | Estreno              | Final                 | Audiencia    | Audiencia | Audiencia |
| Temporada | Temporada | Episodios | Estreno              | Final                 | Espectadores | Cuota     |           |
| --------- | --------- | --------- | -------------------- | --------------------- | ------------ | --------- | --------- |
|           | 1         | 14        | 1 de octubre de 2013 | 11 de febrero de 2014 | 690 000      | 11,2%     |           |

### Primera temporada (2013-2014)
| N.º | Título                                                                  | Fecha de emisión        | Audiencia       |
| --- | ----------------------------------------------------------------------- | ----------------------- | --------------- |
| 1   | Especial Informativo:El crimen de Asunta (Caso Asunta Basterra)         | 1 de octubre de 2013    | 833 000 (13,0%) |
| 2   | Especial Informativo:El crimen de Asunta. El pacto                      | 5 de noviembre de 2013  | 825 000 (12,6%) |
| 3   | Especial Informativo:La huella de Yéremi                                | 12 de noviembre de 2013 | 744 000 (12,6%) |
| 4   | Especial Informativo:La otra herencia de Ortega Cano                    | 19 de noviembre de 2013 | 621 000 (10,6%) |
| 5   | Especial Informativo:El crimen de Asunta: El secreto                    | 26 de noviembre de 2013 | 773 000 (13,7%) |
| 6   | Especial Informativo:El crimen de Asunta: Las conversaciones            | 3 de diciembre de 2013  | 669 000 (12,2%) |
| 7   | Especial Informativo:Niños robados: Cara a cara con el Doctor Vela      | 10 de diciembre de 2013 | 729 000 (11,9%) |
| 8   | Especial Informativo:La condena de Ortega                               | 17 de diciembre de 2013 | 771 000 (13,0%) |
| 9   | Especial Informativo:El crimen de Asunta y la desaparición de Malén Zoe | 7 de enero de 2014      | 780 000 (12,4%) |
| 10  | La huella de Yéremi (II)                                                | 14 de enero de 2014     | 594 000 (9,1%)  |
| 11  | El crimen de Asunta: Las primeras declaraciones                         | 21 de enero de 2014     | 620 000 (9,7%)  |
| 12  | Entrevista al amigo íntimo de Rosario Porto                             | 28 de enero de 2014     | 562 000 (9,2%)  |
| 13  | Tiroteo en las 3000 viviendas                                           | 4 de febrero de 2014    | 717 000 (9,3%)  |
| 14  | Asalto a la familia de Paco González                                    | 11 de febrero de 2014   | 424 000 (6,9%)  |
| 15  | Especial Informativo: Asesinato de Isabel Carrasco                      | 28 de mayo de 2014      | 786.000 (12,0%) |